# Escola Secundária Manuel de Arriaga

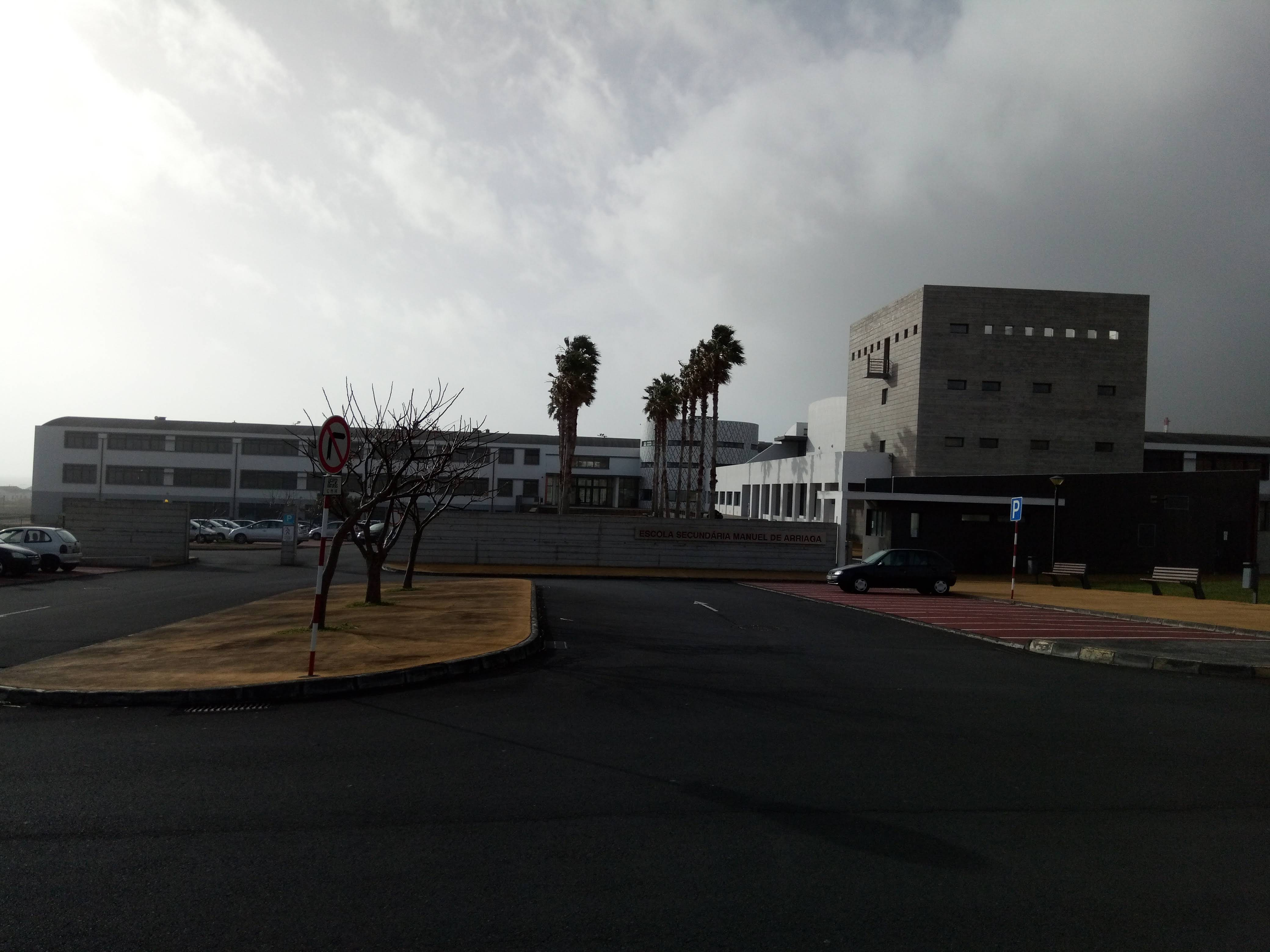
Escola Secundária Manuel de Arriaga, Horta.

A Escola Secundária Manuel de Arriaga é um estabelecimento público de ensino secundário sito na cidade da Horta, ilha do Faial, Região Autónoma dos Açores, em Portugal.
Embora ofereça ensino básico e profissional, é a única escola secundária da ilha, servindo toda a sua população escolar naquele nível de ensino. A atual escola resultou da fusão do antigo Liceu Nacional da Horta com a Escola Técnica da Horta e tem como patrono o faialense Manuel de Arriaga, primeiro Presidente da República Portuguesa.

## História
O Liceu Nacional da Horta funcionou primitivamente em instalações provisórias encontradas a muito custo numa casa de habitação nas proximidades do extinto Convento da Glória. Iniciou as suas atividades a 1 de outubro de 1853, embora apenas tenha ficado definitivamente constituído a 15 de maio de 1854.
A exiguidade das primeiras instalações levou à dispersão das aulas por outras casas junto ao Teatro União Faialense, o que obrigou transferência do Liceu, com efeitos a 1 de Janeiro de 1882, para uma casa situada no Largo do Bispo D. Alexandre (imóvel onde depois funcionou o Grémio Literário Artístico Faialense). Com a implantação da República Portuguesa, em 1918 o Liceu da Horta passou a designar-se Liceu Provincial Dr. Manuel de Arriaga, em homenagem ao faialense que fora o primeiro presidente da Primeira República Portuguesa. Aquela denominação, alterada para Liceu Nacional Dr. Manuel de Arriaga, manteve-se até 1947, ano em que os liceus deixaram de usar o nome dos respectivos patronos na denominação, retomando o nome da localidade onde se situavam.
O liceu manteve-se no Largo do Bispo, apesar da exiguidade das instalações face ao crescimento da frequência, até 1926, ano em que a cidade da Horta foi atingida pelo terramoto de 31 de Agosto, que danificou o imóvel a ponto de o tornar incapaz.
Abandonado o imóvel, correu-se o risco de não haver aulas no ano lectivo de 1926/1927, o que dada a fragilidade da instituição e o pouco interesse na despesa em educação da então vigente Ditadura Nacional, poderia ter significado o fim do já ameaçado Liceu faialense. Tendo as elites da Horta compreendido esse risco, um acto de benemerência impediu que tal acontecesse, quando José da Rosa Martins, o barão da Ribeirinha, disponibilizou o seu palacete da Conceição para nele se instalar provisoriamente o liceu.
Apesar de ter encontrado instalações, o problema da extinção não estava ultrapassado, já que a sua baixa frequência não justificava, aos olhos de António de Oliveira Salazar, o todo poderoso Ministro das Finanças, a despesa com a sua manutenção. Em consequência, pelo artigo 2.º do Decreto n.º 15 365, de 12 de Abril de 1928, o Liceu Provincial Dr. Manuel de Arriaga foi extinto.
Conhecida na Horta a extinção do Liceu, o que implicava que todos os alunos faialenses teriam de abandonar a ilha para frequentar estudos liceais em Angra do Heroísmo ou Ponta Delgada, a imprensa local, a Associação dos Professores do Liceu e os faialenses e açorianos radicados em Lisboa mobilizaram-se para o salvar. Foi contudo graças à intervenção do coronel Feliciano António da Silva Leal, um faialense que ao tempo era Delegado Especial do Governo da República para os Açores e a face visível da Ditadura nas ilhas, que a decisão foi a muito custo revogada pelo Decreto n.º 15 747, de 19 de Julho de 1928, relutantemente assinado por Duarte Pacheco, à época Ministro da Instrução Pública.
Retomada a normalidade possível nas instalações provisórias da Conceição, a crise sísmica de 1935 obrigou à transferência do liceu para novas instalações. O imóvel escolhido foi a sede da Companhia Inglesa de Cabos Submarinos, cujas instalações devolutas foram para aquele fim arrendadas. O Liceu instalou-se ali, primeiro com as instalações arrendadas, depois com elas adquiridas pela Junta Geral da Horta, permanecendo naquele complexo, que foi sendo progressivamente alargado e adaptado.
Em 1949 o Liceu passou a partilhar as instalações com a Escola do Magistério Primário da Horta, instituição que funcionava como uma extensão do estabelecimento, já que para além das instalações também tinha em comum boa parte do corpo docente.
O Ginásio Masculino, a primeira grande obra de adaptação e ampliação, foi solenemente inaugurado a 27 de Abril de 1950.
Em 1957 o Liceu da Horta passou finalmente à categoria de Liceu Nacional, passando a ministrar o então 3.º ciclo liceal, depois curso complementar dos liceus, passando a oferecer o 6.º e 7.º anos do ensino liceal. Pela primeira vez passou a ser possível ingressar no ensino superior sem a obrigação de completar os estudos secundários fora da ilha do Faial.
O consequente aumento de alunos obrigou à ampliação das instalações, tendo sido construído, entre 1962 e 1966 um edifício de raiz, o mesmo que actualmente alberga o 2.º ciclo da Escola Básica Integrada da Horta.
Com a extinção do ensino técnico-profissional, que no caso da Horta aconteceu por força do Decreto Regulamentar n.º 6/77, de 11 de Janeiro, o Liceu Nacional da Horta foi fundido com a Escola Técnica da Horta, dando lugar à Escola Secundária da Horta, que devido às alterações legislativas subsequentes se passou a designar Escola Secundária Geral e Básica da Horta.
Em 1994, por proposta do conselho directivo da escola, a Escola Secundária Geral e Básica retomou o dr. Manuel de Arriaga como patrono do estabelecimento, alterando a sua designação para Escola Secundária Geral e Básica Dr. Manuel de Arriaga, designação que em 1999, novamente em consequência de alteração legislativa na classificação das escolas, se passou a designar Escola Básica 3 e Secundária Dr. Manuel de Arriaga. A entrada em vigor de legislação sobre gestão das unidades orgânicas do sistema educativo, levou a que em 2004 a escola pudesse retomar a sua designação anterior e se passasse a designar-se Escola Secundária Manuel de Arriaga.
Em Setembro de 2007, a Escola Secundária Manuel de Arriaga transferiu-se para novas instalações sitas no Pasteleiro, na periferia da cidade, desta feita projectadas e construídas especificamente para a albergar. Nas novas instalações, a escola passou a dispor de equipamentos e estruturas, incluindo uma piscina aquecida de 25 m e instalações desportivas completas, que a colocam entre as melhores da Europa.

## Cronologia
- Liceu da Horta
  - 1849–1868 — João de Bettencourt Vasconcelos Correia e Ávila
  - 1868–1871 — António Emílio Severino de Avelar
  - 1871–1871 — António Lourenço da Silveira Macedo
  - 1872–1874 — António Emílio Severino de Avelar
  - 1874–1879 — Cypriano Joaquim da Silveira
  - 1879–1879 — António Lourenço da Silveira Macedo
  - 1881–1890 — António Emílio Severino de Avelar
  - 1890–1891 — António Lourenço da Silveira Macedo
  - 1892–1893 — João José da Graça
  - 1893–1894 — José Maria da Rosa
  - 1894–1896 — Simão de Roches da Cunha Brum
  - 1896–1896 — Florêncio José Terra
  - 1896–1900 — Edwiges Goulart Prieto
  - 1900–1904 — José Maria da Rosa
  - 1904–1906 — João Pereira de Lacerda Forjaz
  - 1906–1907 — José Maria da Rosa
  - 1907–1919 — Florêncio Terra
  - 1920–1922 — Manuel Agostinho da Fonseca
  - 1922–1923 — Simão de Roches da Cunha Brum
  - 1923–1925 — Gabriel Baptista de Simas
  - 1925–1925 — Simão de Roches da Cunha Brum
  - 1926–1926 — Manuel Agostinho da Fonseca
  - 1926–1929 — Simão de Roches da Cunha Brum
  - 1929–1929 — Florêncio Terra
  - 1930–1934 — Simão de Roches da Cunha Brum
  - 1935–1936 — Agostinho da Silva
  - 1936–1942 — Joaquim José Gomes Belo
  - 1945–1948 — Joaquim José Gomes Belo
  - 1948–1949 — Manuel Alexandre Madruga
  - 1949–1953 — Sebastião António Morão Correia
  - 1955–1958 — Manuel Luís da Rocha Silveiro
  - 1958–1959 — Laurindo José da Costa
  - 1963–1970 — Manuel Alexandre Madruga
  - 1970–1974 — José da Silveira Pinheiro
- Presidente do Conselho Directivo do Liceu Nacional da Horta
  - 1975–1977 — Luís Eduardo Neves de Brito e Melo
- Presidente da Comissão Instaladora da Escola Secundária da Horta
  - 1977–1978 — Luís Eduardo Neves de Brito e Melo
- Presidente do Conselho Directivo da Escola Secundária da Horta
  - 1978–1981 — Manuel Tomás da Costa
  - 1981–1984 — Guilherme Marinho Pinto de Sousa
  - 1984–1985 — José Silveira Pinheiro
  - 1985–1986 — Maria de Fátima Freitas Baptista
  - 1986–1987 — Maria Luna Ávila Benarús
  - 1987–1988 — Guilherme Marinho Pinto de Sousa
  - 1988–1990 — Luís Eduardo Neves de Brito e Melo
  - 1990–1992 — Guilherme Marinho Pinto de Sousa
  - 1992–1993 — Maria Leonor Corvelo Ávila Dutra
  - 1993–1994 — Alda Maria Conde Fontes de Brito e Melo
- Presidente do Conselho Directivo da Escola Secundária Geral e Básica Dr. Manuel de Arriaga
  - 1994–1996 — Maria Isabel Simas Trancoso Naia
  - 1996–1999 — Alda Maria Conde Fontes de Brito e Melo
- Presidente da Comissão Executiva Provisória da Escola Básica 3 e Secundária Dr. Manuel de Arriaga
  - 1999–2000 — Jorge Alberto da Costa Pereira
  - 2000–2003 — Ilda Maria Machado Fraião
  - 2003–2004 — Natália Maria Medeiros Leal da Costa Pereira
- Presidente da Comissão Executiva Provisória da Escola Secundária Manuel de Arriaga
  - 2004–2005 — Maria Regina de Castro Goulart Bettencourt Dores
- Presidente do Conselho Executivo da Escola Secundária Manuel de Arriaga
  - 2005–2008 — Eugénio Manuel Pereira Leal
  - 2008– 2017 — Eugénio Manuel Pereira Leal
  - 2017 - 2020  — Pedro Miguel Mesquita de Medeiros